# Maria Campbell
Maria Campbell, née le 26 avril 1939 près de Park Valley, dans la province canadienne de Saskatchewan, est une auteure, dramaturge, cinéaste, professeuse et militante, appartenant à la communauté dite  métisse du Canada. Ses œuvres ont été traduites dans plusieurs langues. Maria Campbell a eu une grande influence au sein de sa communauté. Elle est particulièrement connue pour être l'auteur en 1973 de Halfbreed, un ouvrage autobiographique, traduit depuis 2021 en français, décrivant ses propres expériences en tant que femme métisse dans la société canadienne et les difficultés qu'elle a rencontrées, ainsi que la façon dont sa communauté, et notamment les femmes au sein de cette communauté, sont marginalisées.

## Biographie
Née en 1939, près de Park Valley, dans la province canadienne de Saskatchewan, Maria Campbell est l'aînée d'une fratrie de huit enfants, issue d'une famille très modeste aux origines cris et européennes (françaises,écossaises, anglaises et irlandaises). Les blancs et les métis y vivaient séparément. Dans ses premières années, vivant au sein d'une communauté métisse, elle apprend à chasser et à piéger des animaux, à danser, à jouer du violon et à utiliser des ressources de la nature, racines, herbes, écorces, etc. Elle apprend aussi plusieurs langues notamment le cri, mais aussi le métchif et le saulteaux,. À sept ans, elle est envoyée dans un pensionnat à Beauval, où l'usage de la langue cri lui est interdit. Lorsqu'elle a douze ans, sa mère meure durant un accouchement. Elle abandonne l'école pour revenir au sein de sa famille aider son père, un trappeur qui devient alcoolique.
Âgée de quinze ans, elle se marie, déménage avec son époux à Vancouver, où les conditions de vie lui semblent plus difficiles, puis divorce. Elle sombre ensuite dans la drogue, l'alcool, la prostitution, avant d'être hospitalisée à la suite de deux tentatives de suicide. Finalement, elle revient dans la communauté de son enfance, et rédige aussi un premier ouvrage, Halfbreed, autobiographique, sur ses trente premières années. Elle y raconte, outre son parcours, la discrimination dont les métis sont l’objet tant de la part de colons canadiens que des populations autochtones, et le déchirement identitaire quand on est ainsi entre deux cultures. Ce livre paraît, en 1973, et devient un succès au Canada et un ouvrage de référence en littérature canadienne, en études féminines et en études autochtones,.
Elle publie ensuite d'autres ouvrages, y compris des ouvrages pour la jeunesse, milite pour les droits des métis, écrit des scénarios de films documentaires et de séries télévisées, ainsi que des pièces de théâtre. Après plusieurs résidences obtenues dans diverses institutions, elle devient une universitaire, enseignante et chercheuse, : elle occupe ainsi un poste d’universitaire autochtone en 1995  à l’Université de la Saskatchewan, puis de chargée de cours de 1991 à 1997. En 2009, elle compte aussi parmi les universitaires invités au Centre for World Indigeneous Knowledge and Research, de l’Université Athabasca. Elle obtient ensuite un poste de professeure adjointe à l’Université de la Saskatchewan,.
Son premier ouvrage, publié en 1973, Halfbreed, est traduit en français, au Québec, presque cinquante ans plus tard, en 2021, tout en conservant le titre anglais d'origine, Halfbreed,. Il est édité en France en août 2023 sous le titre Métisse par les éditions Dépaysage.